# Президентські вибори в Білорусі 2010
Президентські вибори в Білорусі — чергові вибори президента Республіки Білорусь, що відбулися 19 грудня 2010 року. Дату проведення було обрано 14 вересня на сесії Палати представників Національних зборів одноголосно. В цих виборах узяли участь найбільша кількість кандидатів за всю історію президентських виборів у Білорусі — десять осіб.
За офіційними даними, явка виборців склала 90.65 %; перемогу вчетверте поспіль здобув Олександр Лукашенко, набравши 79.65 % голосів. Жоден із інших кандидатів не здобув більше 3% голосів. Такі результати, а також силовий розгін демонстрації протесту 19 грудня та подальше затримання більшості кандидатів викликали широкий резонанс у світі, частина країн відмовилася визнавати вибори легітимними.

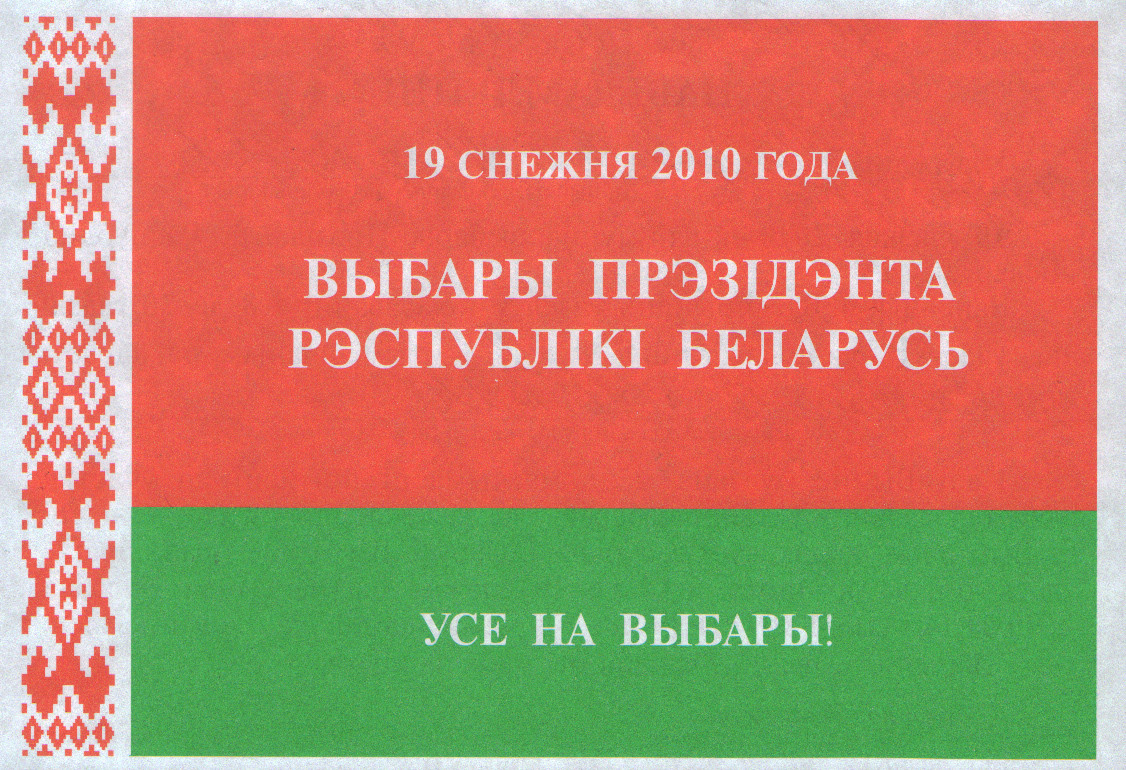
Запрошення на вибори

## Кандидати
Список кандидатів затверджено Центральною комісією Республіки Білорусь з виборів і проведення республіканських референдумів 18 листопада: 
| Претендент           | Ініціативна група | Ініціативна група  | Підписи за висунення, тис. | Підписи за висунення, тис. |
| Претендент           | Кількість, осіб   | Керівник           | Здано                      | Прийнято                   |
| -------------------- | ----------------- | ------------------ | -------------------------- | -------------------------- |
| Дмитро Вус           | 1354              | Володимир Калганов | 110 753                    | 104 102                    |
| Григорій Кастусьов   | 1306              | Олексій Янукевич   | 107 083                    | 100 870                    |
| Олександр Лукашенко  | 8403              | Олександр Радьков  | 1 113 014                  | 1 110 149                  |
| Олесь Міхалевич      | 1795              | Юрась Меляшкевич   | 120 531                    | 111 699                    |
| Володимир Некляєв    | 3271              | Андрій Дмитрієв    | 193 829                    | 180 073                    |
| Віталій Римашевський | 1700              | Павло Северинець   | 105 318                    | 102 817                    |
| Ярослав Романчук     | 1461              | Анатоль Павлов     | 128 699                    | 123 206                    |
| Андрій Санніков      | 2003              | Володимир Кобець   | 150 168                    | 142 023                    |
| Миколай Статкевич    | 1547              | Миколай Статкевич  | 117 989                    | 111 159                    |
| Віктор Терещенко     | 1301              | Володимир Гурін    | 122 520                    | 109 012                    |

### Вибулі учасники
| Претендент             | Ініціативна група | Ініціативна група | Підстава                                                           |
| Претендент             | Кількість, осіб   | Керівник          | Підстава                                                           |
| ---------------------- | ----------------- | ----------------- | ------------------------------------------------------------------ |
| Петро Борисов          | 110               | Світлана Супрун   | Відмовився від участі у виборах на користь Віталія Римашевського   |
| Юрій Глушаков          | 244               | Дмитро Кучук      | Не здав необхідні 100 тисяч підписів                               |
| Сергій Гайдукевич      | 10 443            | Анатоль Хіщенко   | Відмовився від участі у виборах                                    |
| Ілля Добротвор         | 1                 | Ілля Добротвор    | Недостатня кількість членів ініціативної групм; вік менше 35 років |
| Іван Куликов           | 107               | Валер Лемешов     | Не здав підписи                                                    |
| Сергій Іванов          | 129               | Катерина Телеш    | Не здав підписи                                                    |
| Володимир Провальський | 187               | Олег Провальський | Прийнято лише 118 підписів зі 109 338                              |
| Сергій Рижов           | 123               | Даниїл Гітцович   | Відмовився від участі у виборах                                    |
| Наталя Старикова       | 30                | Сергій Кротов     | Недостатня кількість членів ініціативної групи                     |

| Партія                                                  | 2010                                          | 2010                       |
| Партія                                                  | Висунула кандидата                            | Офіційний відсоток голосів |
| ------------------------------------------------------- | --------------------------------------------- | -------------------------- |
| Ліберально-демократична партія                          | Сергій Гайдукевич                             | зняв свою кандидатуру      |
| Об'єднана громадянська партія                           | Ярослав Романчук                              | зареєстрований             |
| Білоруська народний фронт                               | Григорій Костусьов                            | зареєстрований             |
| Комуністична партія Білорусі                            | підтримувала кандидатуру Олександра Лукашенка | -                          |
| Білоруська партія лівих «Справедливий світ»             | -                                             | -                          |
| Білоруська соціал-демократична партія (Громада)         | -                                             | -                          |
| Республіканська партія праці і справедливості           | -                                             | -                          |
| Білоруська патріотична партія                           | -                                             | -                          |
| Білоруська партія «Зелені»                              | Юрій Глушаков                                 | Зняв свою кандидатуру      |
| Консервативно-Християнська Партія - БНФ                 | -                                             | -                          |
| Партія «Білоруська соціал-демократична Громада»         | підтримувала кандидатуру Андрія Санникова     | -                          |
| Соціал-демократична партія Народної Згоди               | -                                             | -                          |
| Республіканська партія                                  | -                                             | -                          |
| Білоруська аграрна партія                               | -                                             | -                          |
| Білоруська соціально-спортивна партія                   | -                                             | -                          |
| Партія свободи і прогресу                               | -                                             | -                          |
| Партія Білоруська християнська демократія               | Віталій Римашевський                          | зареєстрований             |
| Білоруська партія робітників                            | -                                             | -                          |
| Білоруська соціал-демократична партія (Народна Громада) | Миколай Статкевич                             | зареєстрований             |

## Підготовка
Для голосування було надруковано 7,447 млн бюлетенів. При цьому, за даними обласних виконкомів, у Білорусі проживає 7,09 млн виборців. Запасні бюлетені склали 4,9% від числа виборців.

## Напередодні
За тиждень до виборів одразу два кандидати в президенти потрапили в автомобільні аварії. 11 грудня після зустрічі в Гомелі Віталій Римашевський разом із членами своєї команди повертався назад до Мінська на автомобілі. На ділянці дороги між Гомелем і Будою-Кошельовою раптом назустріч автомобілю, в якому рухався Римашевський, виїхав автомобіль ЗІЛ без розпізнавальних знаків. Водій автомобіля кандидата встиг направити машину на узбіччя дороги і таким чином уникнути зіткнення.
12 грудня у Гомельській області автомобіль Volkswagen Golf, в якому їхав Ярослав Романчук і два члени його штабу зіткнувся із Audi A3 на трасі Гомель-Мінськ. Спрацювали подушки безпеки, завдяки яким пасажирам і водієві Volkswagen вдалося уникнути важких пошкоджень.

## Дострокове голосування
Дострокове голосування було введено для того, аби будь-який громадянин зміг заздалегідь проголосувати, якщо не зможе прийти на виборчу дільницю у день виборів 19 грудня. Воно розпочалося 14 грудня о 10:00, коли було відкрито понад 6 тис. дільниць для голосування по всій Білорусі і за її межами. 
Опозиційні кандидати та правозахисники закликали громадян утримуватися від участі в достроковому голосуванні, вважаючи його «інструментом для можливих фальсифікацій».
За даними ЦВК, достроково на виборах проголосували 23,1% виборців.

## Результати
Результати виборів згідно з підсумковими даними, оприлюдненими в ЦВК РБ 24 грудня 2010.
| Місце             | Кандидат             | Голоси    | Голоси  |
| Місце             | Кандидат             | Кількість | %       |
| ----------------- | -------------------- | --------- | ------- |
| 1                 | Олександр Лукашенко  | 5,130,557 | 79.65 % |
| 2                 | Андрій Санніков      | 156,419   | 2.43 %  |
| 3                 | Ярослав Романчук     | 127,281   | 1.98 %  |
| 4                 | Григорій Кастусьов   | 126,999   | 1.97 %  |
| 5                 | Володимир Некляєв    | 114,581   | 1.78 %  |
| 6                 | Віталій Римашевський | 70,515    | 1.09 %  |
| 7                 | Віктор Терещенко     | 76,764    | 1.19 %  |
| 8                 | Миколай Статкевич    | 67,583    | 1.05 %  |
| 9                 | Олесь Міхалевич      | 65,748    | 1.02 %  |
| 10                | Дмитро Вус           | 25,117    | 0.39 %  |
| Проти всіх        | Проти всіх           | 416,925   | 6.47 %  |
| Недійсні бюлетені | Недійсні бюлетені    | 62,542    | 0.97 %  |
| Явка              | Явка                 | 6,441,031 | 90.65 % |

22 грудня Григорій Кастусьов подав у ЦВК скаргу з вимогою визнати результати виборів недійсними.

## Протести

### Підготовка
6 грудня 2010 під час зустрічі із виборцями Володимир Некляєв та Андрій Санніков закликали їх зібратися у день виборів 19 грудня в центрі Мінська для того, «аби відстояти свій вибір». 9 грудня відбулася зустріч кандидатів Володимира Некляєва, Віталя Римашевського, Дмитра Вуса та Віктора Терещенка, які обговорювали спільну стратегію дій 19 грудня.
П'ятеро кандидатів у президенти — Володимир Некляєв, Віталь Римашевський, Миколай Статкевич, Ярослав Романчук та Андрій Санніков отримали офіційні попередження Генеральної Прокуратури за публічні заклики брати участь у несанкціоноваій акції.

### Події 19 грудня
19 грудня люди почали збиратися на Привокзальній площі, о 19:00 їх було близько 100, з-поміж кандидатів був присутній Віталь Римашевський. Ще близько 100 прихильників опозиції зібралося біля офісу руху «Гавары праўду!» на вулиці Неміги, з-поміж кандидатів були Володимир Некляєв та Миколай Статкевич. Вони попрямували на Жовтневу площу, проте невдовзі (бл. 19:20) колону на чолі з Некляєвим атакувала група людей у чорному, кинуто кілька димових шашок. Збито Некляєва, він втратив свідомість (за пізнішими повідомленнями зі штабу, на 7 хвилин). Згодом Некляєва забрала швидка допомога. За словами керівника штабу Некляєва, міліція затримала бл. 50 активістів, 15 поранено.
О 19.33 люди з Привокзальної площі (бл. 500 осіб) попрямували на Жовтневу площу, куди прийшли о 19:57. Станції метро Жовтневу та Купайлівську зачинено, на Жовтневій це пояснено «технічними причинами». 
МВС Білорусі заперечило використання міліцією димових шашок біля офісу «Гавары праўду!».
О 20:06 до Жовтневої площі підійшла колона з Андрієм Санніковим, Григорієм Кастусьовим, Віталем Римашевським та Миколаєм Статкевичем. Невдовзі на площі з'явилися Ярослав Романчук та Віктор Терещенко. Через півгодини до площі дісталися люди, що досі залишалися біля офісу «Гавары праўду!» (бл. 50 осіб). Всього на Жовтневій площі зібралося бл. 20 тис. осіб.
Бл. 20:50 Миколай Статкевич виступив перед натовпом, повідомивши, що за даними незалежних екзитполів Олександр Лукашенко набрав лише 30,5% голосів. Відтак кандидати у президенти заявили про створення паралельного уряду, до якого увійдуть також незалежні кандидати в депутати останніх парламентських виборів. До альтернативного уряду запрошено також лідера КХП-БНФ Зенона Позняка та лідера уряду БНР в екзилі Івонку Сурвілу. 
Бл. 20:58 демонстранти, що зібралися на Жовтневій площі, перекрили проїзну частину проспекту Незалежності, колона почала рух у напрямку до площі Незалежності, куди дісталася о 21:20. Люди зібралися біля Мінської міської ради, де невдовзі з'явився фургон міліції. Міліціонери повідомили про незаконність дій натовпу та попередили про можливість застосування щодо них спеціальних заходів.
Кілька тисяч осіб зібралися біля Будинку уряду, серед них Андрій Санніков, Миколай Статкевич, Григорій Кастусьов. Статкевич повідомив про формування групи, що буде вповноваженою вести переговори з урядом щодо проведення нових президентських виборів без участі Олександра Лукашенка. Декілька людей спробували прорватися до Будинку уряду, проте, ці спроби було припинено.
О 22:13 група людей, не учасників акції, рушила до Будинку уряду й розбила двері, туди ж почали рухатися інші демонстранти. З ними Андрій Санніков. Двері було виламано, але хід за ними - перекрито щитами ОМОНу. Бл. 22:31 міліція почала відтісняти демонстрантів, до Будинку уряду підбігли бійці ОМОНу. Міліція відділила натовп біля Будинку уряду від решти демонстрантів на площі. Міліція взяла під контроль вхід до Будинку уряду. Бл. 22:48 під час зіткнення зі співробітниками міліції постраждав Віталь Римашевський. 
Спенпризначенці продовжили витиснення демонстрантів із площі. Бл. 23:05 було досягнуто домовленості між Римашевським та командуванням ОМОНу: кандидати повинні прибрати гучномовну апаратуру, натомість ОМОН нікого не чіпатиме. Невдовзі люди зокрема під дією тиску ОМОНу почали розходитися з площі Незалежності, декілька десятків було збито. Організатори заявили, що акція буде безтерміновою, закликавши всіх прийти на площу 20 грудня о 18:00. 
О 00:17 Миколая Статкевича, Григорія Кастусьова, Андрія Саннікова та Ірину Халіп (дружину Саннікова) було затримано. Римашевського доправлено до лікарні швидкої допомоги.
Станом на 1:27 Володимира Некляєва забрано з лікарні швидкої допомоги та відвезено в невідомому напрямку. На виході з лікарні затримано Віталія Римашевського, також затримано голову Білоруського Гельсінського комітету Олега Гулака.
Також було затримано близько 600 демонстрантів, за іншими даними — понад 900. Серед затриманих був щонайменше один громадянин України.
За словами міністра внутрішніх справ Білорусі Анатолія Кулешова, в результаті несанкціонованої акції опозиції постраждали більше 30 співробітників міліції.
20 грудня о 4:40 білоруські спецслужби увірвалися в офіс опозиційного видання Хартія'97 і затримали журналістів видання, їх доправили до КДБ.

### Подальші події
21 грудня прихильники опозиції зібралися біля входу на територію ізолятора тимчасового утримання на околиці Мінська, де відбувають адміністративний арешт частина затриманих опозиціонерів. Присутніми були також Григорій Кастусьов і Олександр Мілінкевич. За оцінками міліції, зібралося 150 осіб, з яких 20 журналістів.
22 та 23 грудня біля посольств Білорусі в Берліні Києві, Лондоні та Празі відбулися акції солідарності із затриманими.
4 січня 2011 більшість затриманих вийшли на волю. За ґратами залишилися ті, проти кого порушили кримінальні справи (зокрема Володимир Некляєв, Андрій Санніком, Миколай Статкевич та Олесь Міхалевич).
21 січня 2011 Олександр Лукашенко офіційно вступив на посаду президента.

## Оцінки та реакція
Спостерігачі від ОБСЄ заявили, що вибори в Білорусі, як і раніше не відповідають стандартам цієї організації, хоча «було здійснено певні покращення». При цьому власне голосування в день виборів було оцінено позитивно, натомість процес значно погіршився під час підрахунку голосів. "Не вселяє довіру безпека урн, не відповідають один одному результати дострокового голосування та голосування в основний день", - додав він. У той же час глава місії зазначив, що поліпшення в процесі підготовки виборів є. "Зокрема, всі кандидати отримали можливість ефіру, також були організовані теледебати в прямому ефірі", - сказав він. У свою чергу глава місії ОБСЄ Герт Аренс заявив, що основна проблема білоруських виборів - порушення при підрахунку голосів. "Ви побачите в нашому попередньому звіті, що основна проблема - підрахунок голосів. Ця проблема багато років існує", - сказав він.
США відмовився визнавати вибори легітимними.
ЄС засудив дії білоруських властей щодо протестувальників та опозиційних кандидатів. Глави МЗС Швеції, Чехії, Польщі та Німеччини відмовилися визнати результати виборів.
Україна висловила «стурбованість непропорційним застосуванням сили проти учасників акції протесту та журналістів, зіткненням представників опозиції з силами правопорядку і затриманням деяких кандидатів».
Місія спостерігачів від СНД визнала президентські вибори «прозорими і демократичними».
Президент Росії Дмитро Медведєв заявив, що «вибори — внутрішня справа Білорусі», а російське МЗС зазначило, що не бачить приводу сумніватися в результатах волевиявлення, посилаючись на висновки Місії спостерігачів від СНД.
Китайський лідер Ху Цзіньтао та патріарх московський Кирил привітали Лукашенка з перемогою на виборах.
12 січня 2011 Європарламент виступив із заявою, в якій закликав Євросоюз до введення певних санкцій, як-то заборони на в'їзд до ЄС та замороження банківських рахунків щодо тих білоруських чиновників, які причетні до розгону акції протесту 19 грудня. Також у заяві йшлося про фінансову підтримку білоруської громадськості, незалежних ЗМІ, спрощення чи навіть скасування візового режиму для деяких категорій населення Білорусі та допомогу студентам, яких виключили із вишів через участь у акції протесту. 13 січня Росія заявила про підтримку резолюції щодо Білорусі.
27 січня 2011 ПАРЄ звернулася до 47 країн Ради Європи з проханням утриматися від визнання підсумків президентських виборів у Білорусі. Асамблея закликала владу Білорусі звільнити всіх опозиційних кандидатів і їхніх прихильників, журналістів і правозахисників, що перебувають під арештом з політичних причин. ПАРЄ також заявила про свій намір не відновлювати контакти з білоруською владою, висловивши жаль у зв'язку з арештами представників опозиції Білорусі.